# 億万長者 (映画)
『億万長者』（おくまんちょうじゃ）は、 1954年11月22日に新東宝で公開された青年俳優クラブ製作の日本映画。同時上映は『最後の女たち』。久我美子が毎日映画コンクール女優助演賞を受賞。

## 解説
青年俳優クラブの自主作品。官僚汚職、政治腐敗、原水爆問題などをからっとした切り口で描いたブラックユーモア劇。主演の木村功は、実際に広島市への原子爆弾投下で家族を失っている。監督に市川崑を起用したのも木村である。
当初は織本順吉を主役としてマルセル・パニョル作の舞台『トパーズ』を映画化する予定であった。当初、脚本は安部公房が担当して、第1稿も書きあがっていたが、監督に起用された市川との映画化を巡っての方向性が食い違っていたため、抽象的だった安部の脚本は採用されず、急遽、市川の妻である和田夏十が脚本を書き上げ、脚本を完成するに当たって横山泰三らが意見やアイディアを出す形で参加したため、脚本協力という形でクレジットされている。撮影は、小道具類などにシュールさを出す一方で、画面設計はロケ撮影を中心としたリアリズムに徹するいう、調和しない極点を狙った演出がなされている。また撮影に使用されたカメラは、ニュース映画用に作られたアリフレックスで、新藤兼人が率いた近代映画協会から貸し出された物である。
この作品には監督名のクレジットがない。当初は松竹系で配給が決まっていたが、紆余曲折の末に新東宝での配給が決まった。しかしその際、原爆による現実と幻覚が交錯した爆発を描いたラストシーンをカットするという条件を、プロデューサーが監督の市川の承諾なしに受け入れて上映させたため、市川が抗議の意味で監督名表記を拒否する事態となったためである。公開版は原爆が完成したと聞いた館と門太が猛スピードで逃げるシーンで終わっている。市川は、プロデュース側の青年俳優クラブが資金調達を完了しないまま意気込みだけで製作を開始してしまった事と、市川自身が独立プロでの仕事が初めてで事情を把握せずに撮影を進めた事が、クレジット降板の要因だったと後年証言している。
この映画が公開された1954年は第五福竜丸の水爆被曝事件などが発生し、原水爆に対する世間の関心が高かった。水爆実験に警鐘を鳴らした『ゴジラ』第一作もこの年の制作である。

## あらすじ
無口で小心者の税務署徴税係だったが不正摘発に目覚める館香六、広島の原爆で一家が全滅した仇を討つため独学で原爆を開発する鏡すてを中心に、子供を十八人も抱え貧困のドン底にある贋十二夫婦、悪徳政治家の団海老蔵、策士の芸者花熊らが織りなすドタバタ喜劇。脱税、収賄、人口爆発、貧困格差、原水爆問題など戦後の矛盾を独特のタッチで風刺する。

## スタッフ
- 監督:市川崑（オリジナルフィルムでは表記なし）
- 脚本:市川崑（実際は和田夏十が担当）
- 脚本協力:安部公房、横山泰三、長谷部慶次、和田夏十
- 企画:本田延三郎
- 音楽:團伊玖磨
- 撮影:伊藤武夫
- 照明:平田光治
- 美術:平川透徹
- 録音:安惠重遠
- 編集:河野秋和
- 助監督:小林太平
- 製作主任:浅野正孝

## キャスト
- 舘香六:木村功（警官と二役）
- 鏡すて:久我美子
- 花熊:山田五十鈴
- 団海老蔵:伊藤雄之助
- 贋十二:信欣三
- 妻・はん:高橋豊子
- 長男・門太:岡田英次（近所の男と二役）
- 次男・末吉:松山省次
- 伝三平太:加藤嘉
- 娘麻子:左幸子
- 東太賀吉:多々良純
- 妻・山子:北林谷栄
- 鏡らん:関京子
- 袋善助:織田政雄
- 袋善助の妻・君:薄田つま子
- 重役タイプの男:春日俊二
- 野党代議士渡辺:織本順吉
- 大阪弁の男:西村晃
- 交通巡査:高原駿雄
- 運転手:清村耕次
- 女の弔問客:三條利喜江
- 女税務署員:岸本みつ子
- 出生届をする老婆:原泉
- 税務署員:野本昌司
- 行政監察委員会委員長:嵯峨善兵
- 協力出演:10月会、劇団生活舞台、前進座子供会